# Triton Island, Newfoundland
Triton Island är en ö i Kanada.   Den ligger i provinsen Newfoundland och Labrador, i den östra delen av landet, 1 600 km öster om huvudstaden Ottawa. Arean är 25,1 kvadratkilometer.
Terrängen på Triton Island är platt. Öns högsta punkt är 124 meter över havet. Den sträcker sig 6,6 kilometer i nord-sydlig riktning, och 11,2 kilometer i öst-västlig riktning.